# Municipio de Ontario (Dakota del Norte)
El municipio de Ontario (en inglés: Ontario Township) es un municipio ubicado en el condado de Ramsey en el estado estadounidense de Dakota del Norte. En el año 2010 tenía una población de 72 habitantes y una densidad poblacional de 0,77 personas por km².

## Geografía
El municipio de Ontario se encuentra ubicado en las coordenadas 48°9′47″N 98°36′5″O / 48.16306, -98.60139. Según la Oficina del Censo de los Estados Unidos, el municipio tiene una superficie total de 93.01 km², de la cual 87,86 km² corresponden a tierra firme y (5,54 %) 5,15 km² es agua.

## Demografía
Según el censo de 2010, había 72 personas residiendo en el municipio de Ontario. La densidad de población era de 0,77 hab./km². De los 72 habitantes, el municipio de Ontario estaba compuesto por el 94,44 % blancos, el 5,56 % eran de otras razas. Del total de la población el 5,56 % eran hispanos o latinos de cualquier raza.